# Chiniot
Chiniot är en stad och huvudort för ett distrikt med samma namn i den pakistanska provinsen Punjab. Folkmängden uppgick till cirka 280 000 invånare vid folkräkningen 2017.